# Specjalny Ośrodek Szkolno-Wychowawczy dla Dzieci Słabowidzących nr 8 im. dr Zofii Galewskiej w Warszawie
Specjalny Ośrodek Szkolno-Wychowawczy dla Dzieci Słabowidzących nr 8 im. dr Zofii Galewskiej w Warszawie – ośrodek dla uczniów słabowidzących założony w 1950 roku, dzięki inicjatywie okulistki, przyjaciółki dzieci – dr Zofii Galewskiej.
Początkowo była to jedynie Szkoła Podstawowa nr 11, która mieściła się przy ulicy Tamka 35 na warszawskim Powiślu. W 1960 roku została ona przeniesiona do specjalnie zbudowanego zespołu budynków przy ulicy Koźmińskiej 7 (także na Powiślu), gdzie ośrodek znajduje się do dziś. 

## Działalność edukacyjna i wychowawcza
Ośrodek kształci i wychowuje słabo widzące dzieci i młodzież z Warszawy i całej Polski. Wychowankowie pochodzący spoza Warszawy, oraz potrzebujący tego z innych względów, mogą zamieszkać w internacie stanowiącym integralną część Ośrodka. 
W ramach działalności edukacyjnej są prowadzone następujące przedsięwzięcia oświatowe:
- Szkoła podstawowa nr 51 ,
- Gimnazjum nr 151,
- Zasadnicza Szkoła Zawodowa nr 62 (specjalność: kucharz małej gastronomii),
- Liceum ogólnokształcące nr 136.

Dla uczniów, którzy z przyczyn zdrowotnych nie mogą uczęszczać do szkoły, prowadzone jest nauczanie indywidualne w domach.
We wszystkich szkołach realizowana jest podstawa programowa szkół ogólnodostępnych. Uczniowie pracują w niewielkich, 6–10 osobowych zespołach. Zajęcia prowadzi kadra nauczycielska posiadająca specjalistyczne przygotowanie. W pracy na lekcjach wykorzystywane są  metody i formy nauczania zgodne z zasadami tyflopedagogiki. Uczniowie korzystają ze specjalnych podręczników (z powiększonym drukiem) oraz różnego rodzaju pomocy optycznych (np. lup i powiększalników). 
W szkole podstawowej  i gimnazjum istnieją klasy w których mogą się kształcić uczniowie ze niepełnosprawnością umysłową.
Do dyspozycji uczniów jest bogato wyposażona biblioteka, posiadająca duży wybór książek z powiększonym drukiem, książek mówionych, książek brajlowskich oraz filmów na płytach DVD. 
Wychowankowie objęci są stałą opieką lekarską. Mogą też korzystać z konsultacji lekarza okulisty.
Prowadzone są zajęcia rozwijające umiejętność bezpiecznego poruszania się (orientacja przestrzenna), oraz umiejętność korzystania z osłabionego wzroku (terapia widzenia). W terapii stosuje się metodę Tomatisa oraz integracji sensorycznej. W zajęciach wykorzystuje się też Salę Doświadczeń Świata. 
Uczniowie ośrodka objęci są opieką psychologa i pedagoga szkolnego, a także logopedy.
W ośrodku funkcjonuje pracownia wczesnego wspomagania rozwoju dzieci w wieku 3–6 lat oraz punkt konsultacyjny dla rodziców.
W ośrodku prowadzone są również różnorodne zajęcia pozalekcyjne:
- koła przedmiotowe (m.in. literackie, informatyczne, młodego ekonomisty)
- koło sztuki użytkowej
- koło szachowe
- koło teatralne – teatr „Krzesiwo”
- klub dziennikarski wydający gazetkę uczniowską „Wena”
- koła sportowe (aerobik, pływanie, lekkoatletyka, ergowiosła, gry zespołowe))
- koło taneczne – w tym kursy tańca towarzyskiego na różnym poziomie zaawansowania
- zespół wokalny „Korniki”
- zespół „Struny” – śpiew przy akompaniamencie gitary
- nauka gry na gitarze
- klubik „Tęcza” (zajęcia plastyczne)
- klub majsterkowicza „Propeller”
- harcerstwo
- wolontariat